# Erythrolamprus trebbaui
Erythrolamprus trebbaui — вид змій родини полозових (Colubridae). Мешкає у Венесуелі і Бразилії.

## Поширення і екологія
Erythrolamprus trebbaui мешкають на горі Ауянтепуй і поблизу Каванаєну у Венесуелі, а також в Пакараймі у бразильському штаті Рорайма. Вони живуть в гірських тропічних лісах і чагарниках Гвіанського нагір'я. Зустрічаються на висоті від 830 до 1750 м над рівнем моря.